# Георг (Насау-Диленбург)
Георг фон Насау-Диленбург (на немски: Georg von Nassau-Dillenburg, * 1 септември 1562, Диленбург, † 9 август 1623, Диленбург) е граф на Насау-Байлщайн (1607 – 1620) и Насау-Диленбург (1620 – 1623).

## Биография
Той е третият син на граф Йохан VI фон Насау Стари (1536 – 1606) и първата му съпруга графиня Елизабет фон Лойхтенберг (1537 – 1579), дъщеря на ландграф Георг III фон Лойхтенберг и съпругата му Барбара фон Бранденбург-Ансбах-Кулмбах.
Георг следва през 1576 г. в Хайделберг. През 1578 г. отива в Нидерландия, за да стане там войник. От 1580 г. е в двора на маркграф Георг Фридрих I фон Бранденбург-Ансбах-Кулмбах.
След смъртта на баща му през 1606 г. Георг получава господството Байлщайн. През 1620 г. той наследява графството Насау-Диленбург от брат си Вилхелм Лудвиг († 1620).
Георг се жени в Нойвайлнау на 22 септември 1548 г. за графиня Анна Амалия фон Насау-Саарбрюкен (* декември 1565, † 7 март 1605), дъщеря на граф Филип IV фон Насау-Саарбрюкен, и Ерика фон Мандершайд-Шлайден. С нея той има 15 деца.
На 5 октомври 1605 г. в Диленбург той се жени втори път за графиня Амалия фон Сайн-Витгенщайн (* 13 октомври 1585, † 28 март 1633), дъщеря на граф Лудвиг I фон Сайн-Витгенщайн (1532 – 1605) и Анна фон Золмс-Браунфелс (1538 – 1565). С нея той има една дъщеря.

## Деца
Георг има с първата си съпруга децата:
- Йохан Филип (*/† 29 октомври 1586)
- Йохан Георг (*/† 10 август 1587)
- син (1588)
- Йохан Филип (* 28 януари 1590, † 9 октомври 1607 в Париж)
- Георг (* 7 февруари 1591, † март 1616)
- Мария Анна Юлиана (* 8 април 1592, † 13 май 1645), омъжена за Георг II, граф фон Сайн-Витгенщайн-Берлебург (* 30 април 1565, † 16 декември 1631), син на граф Лудвиг I фон Сайн-Витгенщайн
- Луиза (* 4 юни 1593, † 1614)
- Лудвиг Хайнрих (1594 – 1662), граф, от 1654 г. княз на Насау-Диленбург
- Филип Волфганг (1595)
- Албрехт (1596 – 1626), 1623 – 1626 граф на Насау-Диленбург
- Амалия (1597 – 1598)
- Елизабет (1598 – 1599)
- Ерика (1600 – 1657)
- Анна Елизабет (1602 – 1651)
- Мориц Лудвиг (1603 – 1604)

От втория си брак Георг има дъщеря:
- Маргарета (* 5 септември 1606, † 30 януари 1661), омъжена в Диленбург през октомври 1626 г. за Ото, граф на Липе-Браке (* 21 декември 1589, † 18 ноември 1657), син на граф Симон VI, граф на Липе-Детмолд